# 1559 год в науке
В 1559 году произошли различные научные и технологические события, некоторые из которых представлены ниже.

## События

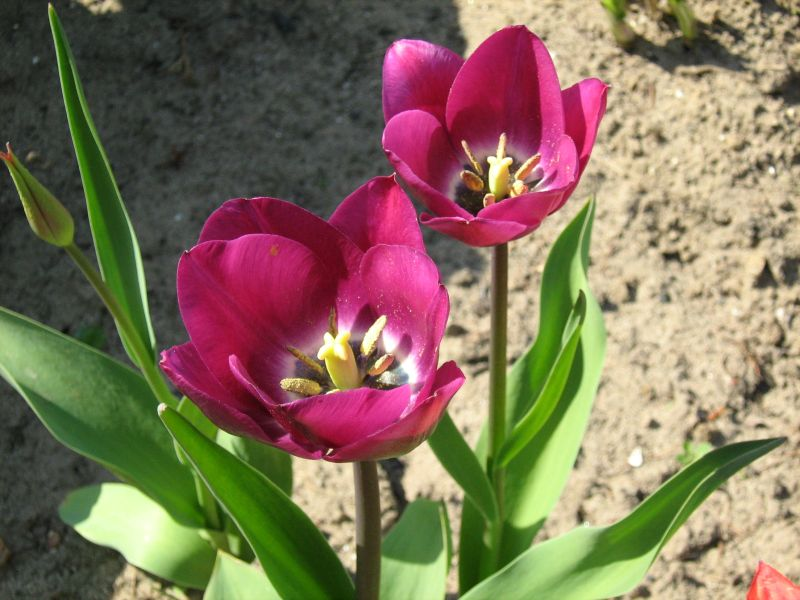
Тюльпан Гесснера (Tulipa gesneriana)

- 19 сентября — первое европейское (испанское) поселение на материковой части будущих Соединенных Штатов, основанное Тристаном де Луна, уничтожено сильнейшим ураганом.
- Конрад Геснер привёз в Аугсбург (Бавария) первые в Европе тюльпаны[1]..

## Публикации
- Джованни Баттиста Рамузио: «Secondo volumine delle navigationi et viaggi». Это итальянский перевод «Путешествий Марко Поло».
- Незадолго до смерти итальянский анатом Реальдо Коломбо издал свой единственный труд «De Re Anatomica»[2].

## Родились
См. также: Категория:Родившиеся в 1559 году

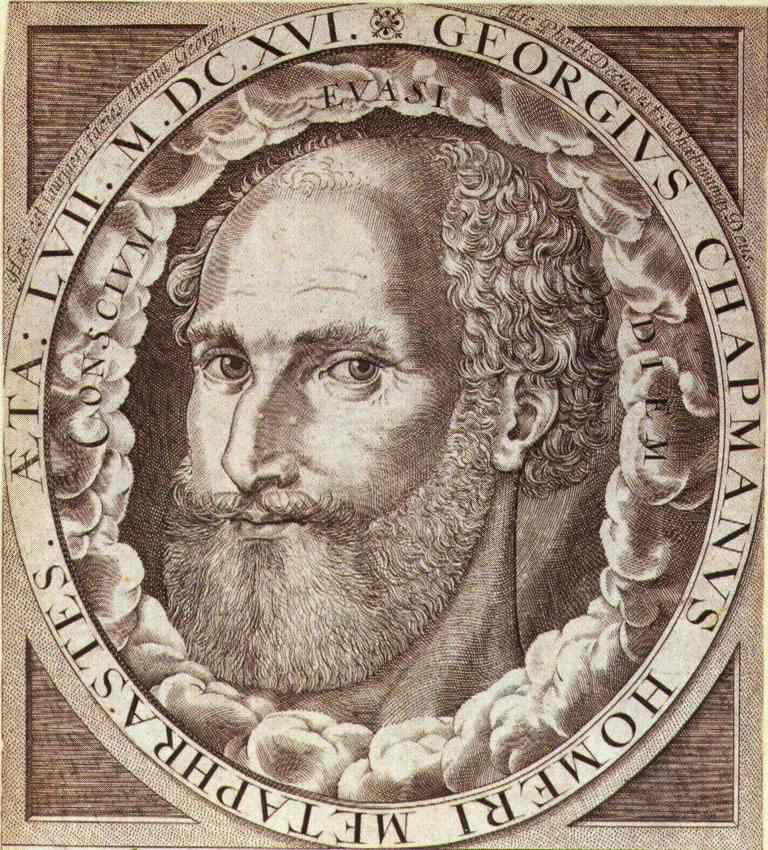
Джордж Чапмен

- Исаак де Казобон,  швейцарский филолог, «самый образованный человек в Европе», работал также во Франции и Англии (ум. в 1614 году).
- Джордж Чапмен, английский поэт, драматург и переводчик. Его переводы Гомера («Илиада», 1598—1611; «Одиссея», 1616; «Батрахомиомахия») вошли в историю англоязычной поэзии как канонические (ум. в 1634 году).

## Скончались
См. также: Категория:Умершие в 1559 году
- 30 марта — Адам Ризе, немецкий математик, автор знаменитых учебников арифметики (род. в 1492 году).
- Альвар Нуньес Кабеса де Вака, испанский исследователь (род. в 1507 году).
- Реальдо Коломбо, итальянский анатом (род. около 1516 года).
- Хуан Фернандес Ладрильеро, испанский мореплаватель (род. около 1490 года).